# ريان فان بيرغن
ريان فـان بيرغن (بالإنجليزية: Ryan Van Bergen)‏ هو لاعب كرة قدم أمريكية أمريكي، ولد في 18 مارس 1989 في لاس فيغاس في الولايات المتحدة.